# Consubstanciación

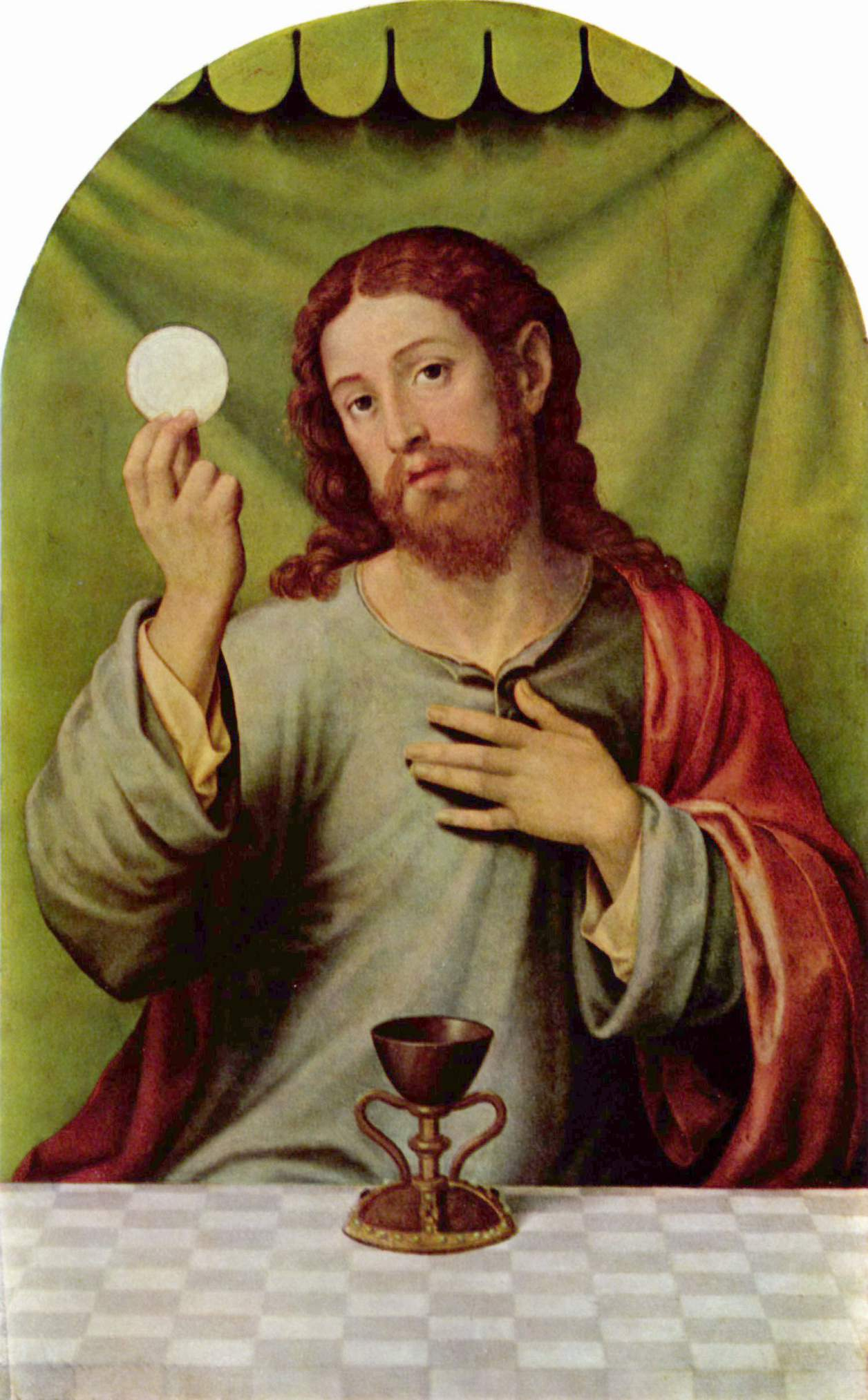
Cristo en la Eucaristía, por Juan de Juanes. La doctrina de la consubstanciación no niega la existencia de la presencia real de Cristo en la Eucaristía, pero defiende que hay una coexistencia con el pan y el vino originarios.

La consubstanciación es una doctrina teológica que, por oposición a la transustanciación defendida por los católicos, sostiene que en la eucaristía coexisten las sustancias del cuerpo y la sangre de Cristo con las del pan y el vino. Es decir esta doctrina considera que en la eucaristía se encuentra de forma real Cristo en su cuerpo, su sangre, su alma y su divinidad, pero existiendo a la vez el vino y el pan, por lo tanto el acto eucarístico no se trataría de una sustitución sino de una coexistencia.
El monje Ratramno, en el siglo IX, de la abadía Corvey, sostenía en su De corpora et sanguine Domini  que en el pan y vino consagrados hay una substancia invisible (“invisibilis substantia”) la cual, según él, serían el cuerpo y la sangre de Cristo, y las apariencias externas que permanecen igual, pero que tal sustancia invisible no era la misma carne y sangre que nació de María y que fue crucificada. Las ideas de Ratramnus serían retomadas por Berengario de Tours en 1047.
Uno de sus primeros defensores, Berengario de Tours (1000-1088), sostenía que el pan consagrado retenía su sustancia anterior, pero al mismo tiempo adquiría una nueva, el Cuerpo de Cristo; es decir que no perdía nada de su sustancia anterior, representando el cuerpo y sangre de Cristo de manera simbólica (panis sacratus in altari, salva sua substantia, est corpus Christi, non amittens quod erat sed assumens quod non erat). Las opiniones de este teólogo fueron condenadas en diversos concilios (Roma 1050, 1059, 1078, 1079; Vercelli 1050; Poitiers 1074).  
Durante los siglos XIV y XV, la idea de la consustanciación fue defendida por los lolardos, y un poco más tarde, por Martín Lutero, sin embargo él no utilizó este término. En ninguna de las confesiones luteranas se habla de consubstanciación. 